# Szalair (település)
Szalair (oroszul: Салаир) város Oroszország ázsiai részén, a Kemerovói területen.
Népessége: 8262 fő (a 2010. évi népszámláláskor).

## Elhelyezkedése
A Kemerovói terület nyugati határánál, a Szalair-hátság keleti oldalán helyezkedik el. A Belovóból délnyugat felé leágazó vasúti mellékvonal végpontja.

## Története
A mai város környékén az ezüstérc nagyobb előfordulásait 1781-ben fedezték fel. Néhány évvel később megkezdődött a kitermelés, és létrejött Szalair bányásztelep. Kezdetben az ércet távoli üzemekbe szállították, de 1794-ben a település közelében (Gavrilovóban) is ezüstolvasztót létesítettek. 1830-ban a folyók medrében aranyat is találtak, és számos aranymosó telep jött létre. 1897-ben a gazdasági válság és az ezüst világpiaci árának csökkenése miatt az ezüstbányákat és az olvasztót bezárták. 
A szovjet korszakban, 1928-tól megkezdődött az elhagyott aknák helyreállítása és Szalirig meghosszabbították a vasúti szárnyvonalat. 1932-ben helyezték üzembe az ólom- és cinkérc feldolgozására épült dúsítóüzem első részlegét. Szalair 1941 áprilisában városi rangot kapott, ekkor kb. 25 ezer lakosa volt. 1957-ben a mosott arany kitermelését is felújították.
A város meghatározó iparága az ércbányászat és -dúsítás, legfontosabb üzeme a dúsítókombinát volt. Az ott nyert cink- és baritkoncentrátumot a belovói cinkkohászati kombinátban használták fel, az ólomkoncentrátumot pedig a kelet-kazahsztáni üzemekbe szállították. A Szovjetunió felbomlásával az utóbbi lehetőség megszűnt.
1998-tól az ércbányászat és -feldolgozás válságos helyzetbe került. Egy tulajdonosváltást követően, 2005-ben rézércet kezdtek termelni egy újonnan nyitott külfejtésen, majd üzembe helyezték az ércdúsítót. A termelés azonban éveken át veszteségesnek bizonyult, és 2013. június 1-én a bányászatot és az ércdúsítást végleg befejezték. A megszűnt munkahelyek dolgozóinak a körzet szénbányáinál és dúsítóüzemeinél ígértek munkalehetőséget.